# Natalie Madueño
Natalie Wolfsberg Madueño (nascuda el 7 de novembre de 1987) és una actriu danesa més coneguda pel públic internacional per les seves aparicions a diverses sèries de drama de televisió " Nordic Noir " i a la sèrie de Netflix de 2019 The Rain.
Madueño va tenir un paper protagonista a les dues primeres temporades de Follow the Money, on es tracta sobre grans negocis, crims i corrupció. En una entrevista, va descriure el seu personatge, la Claudia dient: "Crec que la dualitat del seu personatge em va atreure cap a ella". Els seus papers l'han convertit en una de les actrius joves més conegudes de Dinamarca.
Madueño també ha protagonitzat la sèrie Blinded: Those Who Kill, una sèrie derivada de Darkness: Those Who Kill.

## Filmografia
| Any  | Títol                   | Rol             | Notes                         |
| ---- | ----------------------- | --------------- | ----------------------------- |
| 2006 | Hits de la vida         | Josefina        | acreditat com Natalie Manduno |
| 2014 | Lev stærkt              | Lisa            |                               |
| 2015 | Itsi Bitsi              | Noia jove 2     |                               |
| 2016 | Satisfacció 1720        | Leonora Ployart |                               |
| 2016 | Swinger                 | Patricia        |                               |
| 2018 | Copenhaguen meravellosa | Aggi            |                               |
| 2018 | I krig & kærlighed      | Marie           |                               |

| Any  | Títol                    | Rol              | Notes       |
| ---- | ------------------------ | ---------------- | ----------- |
| 2016 | Seguiu els diners        | Claudia Moreno   | 20 episodis |
| 2018 | guerrer                  | Søs              | 3 episodis  |
| 2019 | La foscor: els que maten | Louise Bergstein | 8 episodis  |
| 2019 | La pluja                 | Fie              | 12 episodis |
| 2021 | Cecs: els que maten      | Louise Bergstein | 8 episodis  |